# En Anden Udgang
En Anden Udgang er en dansk kortfilm fra 2015 instrueret af Rasmus Rønde.

## Handling
Nikolaj arbejder som rengøringsassistent på et hospital og er træt af sit kedelige liv. Det hele tager dog en uventet drejning, da han møder en mystisk pige.

## Medvirkende
- Oliver Leick, Nikolaj
- Helene Skovsgaard Hansen, Mia
- Mikael Woelke, Vagt
- Tim Pedersen, Skurk 1
- Dennis Kildegaard, Jimmy (skurk 2)
- Jonathan Henrik Borregaard Barkou, Jason ( Mias bror)
- Emil Christian Østergaard, Bandemedlem 1
- Nico Dam, Bandemedlem 2